# Sonja Barjaktarović
Sonja Barjaktarović (Berane, 11 de setembro de 1986) é uma handebolista profissional montenegrina, medalhista olímpica.
Sonja Barjaktarović fez parte do elenco da medalha de prata inédita da equipe montenegrina, em Londres 2012.